# Håkonskärs flyen
Håkonskärs flyen är klippor i Finland. De ligger i kommunen Pargas i landskapet Egentliga Finland, i den sydvästra delen av landet, 180 km väster om huvudstaden Helsingfors.
Terrängen runt Håkonskärs flyen är mycket platt. Närmaste större samhälle är Korpo, 18,7 km norr om Håkonskärs flyen. 
I södra Åboland finns flera grund som heter något på fly-, bland dem Flyorna, Flyan och Klöverharu flyen. Namnen antas ha ett samband med ordet flyta. Olof Rudbeck d.ä. uppgav år 1698 att "De Flotholmarna som liggia och simma uti Insiögar, kallas Fly". 